# Lãnh công lá nhọn
Fissistigma acuminatissimum là loài thực vật có hoa thuộc họ Na. Loài này được Merr. mô tả khoa học đầu tiên năm 1938.